# Ignjat Bakotić
Ignjat Bakotić (Kaštel Gomilica 1835 — Sinj, 16. septembar 1906) bio je srpski advokat rimokatoličke vjere i predsjednik vrhovnog suda na Cetinju.

## Školovanje
Nakon osnovne škole završio je gimnaziju u Splitu, a zatim i pravne nauke u Padovi gdje stiče doktorat.

## Karijera
Bavljenje advokaturom započinje u Rijeci a nastavlja u Splitu. 1879 zauzeo se oko osnivanja Srpskog lista a 1883 izabran je u Kninu za poslanika u Dalmatinskom saboru. 1898 bio je predsjednik Srpskog bratstva. Nakon državne službe u Crnoj Gori nastanjuje se u Sinju gdje se nastavlja baviti advokaturom. Pred porotnim sudom u Splitu branio je Antuna Fabrisa, kao i vlasnika i urednika srpskog lista Draškov raboš. Otac je Luje Bakotića i deda Vjere Bakotić. Sahranjen je 19. septembra 1906. godine u rodnom mjestu, Gomilici.
U Splitu je postojao vrlo respektabilan srpskokatolički krug intelektualaca koji se okupio oko katoličkog svećenika Jakova Grupkovića, a u njemu su bile i istaknute osobe onoga vremena - Ignjat Bakotić, Lujo Bakotić.

## Literatura
- Бакотић, Лујо (1991). Срби у Далмацији од пада Млетачке републике до уједињења. Добра вест, Нови Сад.